# Weimarer Dreieck 2011

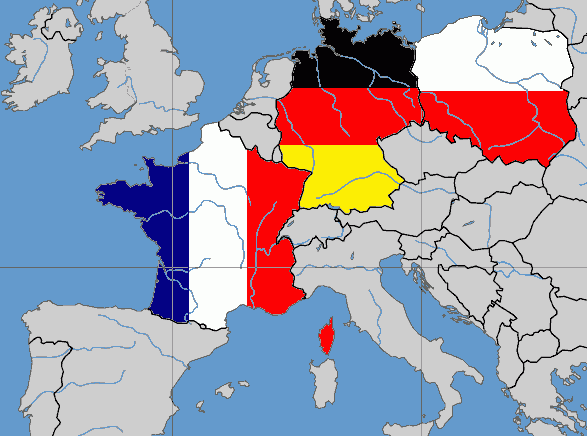
Die Mitgliedsländer des Weimarer Dreiecks

Das 8. Gipfeltreffen des Weimarer Dreiecks fand am 7. Februar 2011, anlässlich des 20. Jahrestages des Weimarer Dreiecks, in Warschau, Polen, statt. Es war seit 2006 die erste Zusammenkunft des Gesprächsforums. Den Vorsitz hatte der polnische Präsident Bronislaw Komorowski.

## Teilnehmer
Der polnische Präsident hatte die deutsche Bundeskanzlerin Angela Merkel und den französischen Staatspräsidenten Nicolas Sarkozy zu dem Treffen nach Polen eingeladen. 

## Themen
Zentrales Thema des Gipfeltreffens war die Wiederbelebung des Weimarer Dreiecks. In diesem Zusammenhang wurden besonders die gemeinsame Jugendarbeit und eine gemeinsame Diplomatenausbildung erörtert. Weitere Themen waren die Osteuropapolitik, die Sicherheits- und Verteidigungspolitik sowie die Wirtschafts- und Finanzpolitik der Euroländer.

### Wiederbelebung des Dreiecks
Die Teilnehmer bekräftigten, dass die dreidimensionale Zusammenarbeit endlich europapolitisch relevant werden solle. Bisher waren alle Bestrebungen der drei Länder gescheitert, ein dauerhaftes Bündnis zu entwickeln, von dem Impulse für Europa ausgingen.
Die drei Staats- und Regierungschefs sprachen sich dafür aus, im Rahmen des Weimarer Dreiecks regelmäßigen Treffen zu veranstalten. Weiterhin kündigten sie an, dass ihre Zusammenarbeit nicht nur auf ein jährliches Treffen von Politikern begrenzt werden solle. Stattdessen seien die Aktivitäten des Weimarer Dreieck auf die gesamte Politik der drei Länder sowie Kooperationen zwischen Wissenschaftlern, lokalen Abgeordneten und den Jugendaustausch ausweiten. Zugleich äußerten die Teilnehmer die Absicht, sich künftig regelmäßig mit dem russischen Präsidenten Dmitri Medwedew treffen zu wollen. Für die Zukunft erhoffte man sich so eine erfolgreiche Wiederbelebung des Weimarer Dreiecks, erklärten die Teilnehmer.

### Jugend und Kultur
Die Förderung der Jugendarbeit und des kulturellen Austausches war ein besonderes Anliegen des Treffens. Die Teilnehmer erklärten ihre Absicht, die Arbeit des deutsch-französischen und des deutsch-polnischen Jugendwerks zu einer dreiseitigen Jugendarbeit auszubauen. Daher verständigte man sich in Warschau schließlich auf die Gründung eines deutsch-französisch-polnischen Jugendwerks, um den kulturellen Austausch zwischen den drei Ländern zu unterstützen. Im Zusammenhang mit der Förderung des kulturellen Austausches hatten die Regierungschefs zudem angekündigt, eine Erweiterung des deutsch-französischen Kultursenders Arte um ein drittes polnisches Programm durch Experten prüfen zu lassen. Bei der Ausbildung junger Diplomaten kündigten die Teilnehmer eine engere Zusammenarbeit an.

### Osteuropapolitik
In den Gesprächen zur Osteuropapolitik betonte Bundeskanzlerin Merkel die wichtige Rolle Polens in den Beziehungen zu den Ländern Osteuropas. Merkel und Sarkozy kündigten an, mit Hilfe Polens die Zusammenarbeit zwischen der EU und ihren östlichen Nachbarn weiter zu intensivieren. Merkel betonte besonders die Initiativen der polnischen Regierung in Richtung Belarus und der Ukraine.

### Sicherheits- und Verteidigungspolitik
Bei der Sicherheits- und Verteidigungspolitik sprachen sich Frankreichs Präsident Sarkozy und Polens Präsident Komorowski für eine intensive Zusammenarbeit in Verteidigungsfragen aus. Komorowski forderte mehr Kooperation in diesen Bereichen.

### Wirtschafts- und Finanzpolitik
Ein weiteres Thema des Gipfels war die europäische Wirtschafts- und Finanzpolitik. Auf Initiative von Merkel und Sarkozy war zuvor auf einem EU-Ratstreffen der Euro-Plus-Pakt vereinbart worden. Auf dem Gipfel in Warschau nannte Merkel in diesem Zusammenhang Polen mit seiner disziplinierten Haushaltspolitik und seiner gesetzlichen Schuldenbremse ein gutes Beispiel und stellte dem Land eine Beitritt zum Pakt in Aussicht. „Wir würden uns freuen, wenn Polen mitmacht, weil es ein reformfreudiges Land ist, ein Land, das eine Konsolidierungstradition hat“, erklärte Merkel in Warschau.